# البيت الأبيض (مسلسل)
البيت الأبيض مسلسل لبناني يتحدث عن عائلة الأبيض بلبنان من تأليف كريستين بطرس ومخرج العمل فانيا عون.

## طاقم العمل[1]

### أبطال العمل
- جويل داغر
- جهاد الأطرش
- جيسكار أبي نادر
- كاتيا كعدي
- ميشال حوراني
- أمال بالش
- ريم خوري
- شيرين ساسين
- كميل متى
- منال طحان
- جوزيف حويك
- إيلي شالوحي
- طوني نصير
- إدوار الهاشم
- فانيا عون
- صقر البعيني
- زاهر عبوشي
- ربيع شمص

### الاخراج
- فانيا عون المخرج
- وليد فايد مساعد مخرج أول

### الاشراف
- كنان إسكندراني

### المؤلف
- كريستين بطرس

### الإنتاج
- مروى غروب